# کارلو رافائل ترزی
کارلو رافائل ترزی (انگلیسی: Carlo Raffaele Trezzi؛ زادهٔ ۳۱ مهٔ ۱۹۸۲) بازیکن فوتبال اهل ایتالیا است.
از باشگاه‌هایی که در آن بازی کرده‌است می‌توان به باشگاه فوتبال اینتر میلان، باشگاه فوتبال پروجا، باشگاه فوتبال فوجا، باشگاه فوتبال ارورا پرو پاتریا ۱۹۱۹، و باشگاه فوتبال آولینو اشاره کرد.
وی همچنین در تیم ملی فوتبال زیر ۱۵ سال ایتالیا بازی کرده‌است.